# 村松村 (茨城県)
村松村（むらまつむら）は茨城県那珂郡にかつて存在した村である。

## 地理
- 現在の東海村の南部に位置する。
- 村は太平洋に面している。

## 歴史

### 村域の変遷
- 1889年（明治22年）4月1日 - 町村制施行により、村松村・石神白方村・石神豊岡村・須和間村・船場村・照沼村が合併し那珂郡村松村が発足。
- 1955年（昭和30年）3月31日 - 村松村は石神村と合併し東海村が発足。村松村は消滅。

変遷表
| 1868年 以前 | 1868年 以前 | 明治22年 4月1日 | 昭和30年 3月31日 | 現在   |
| ----------- | ----------- | --------------- | ---------------- | ------ |
|             | 村松村      | 村松村          | 東海村           | 東海村 |
|             | 石神白方村  | 村松村          | 東海村           | 東海村 |
|             | 石神豊岡村  | 村松村          | 東海村           | 東海村 |
|             | 須和間村    | 村松村          | 東海村           | 東海村 |
|             | 船場村      | 村松村          | 東海村           | 東海村 |
|             | 照沼村      | 村松村          | 東海村           | 東海村 |

## 大字
- 村松（むらまつ）
- 石神白方（いしがみしらかた）
- 石神豊岡（いしがみとよおか）
- 須和間（すわま）
- 船場（ふなば）
- 照沼（てるぬま）

## 人口・世帯

### 人口
総数 [単位： 人]
| 1891年（明治24年） | 3,101 |
| 1920年（大正 9年） | 3,878 |
| 1935年（昭和10年） | 4,877 |
| 1950年（昭和25年） | 6,816 |

### 世帯
総数 [単位： 世帯]
| 1920年（大正 9年） | 798   |
| 1935年（昭和10年） | 734   |
| 1950年（昭和25年） | 1,045 |

## 交通

### 鉄道
- 村松軌道（1933年（昭和8年）廃止）
  - 真崎駅 - 阿漕駅

### 道路
- 一級国道
  - 国道6号（陸前浜街道）